# Micrópolis
Una micrópolis (del griego Mikros, pequeño y Polis, ciudad) es una ciudad dentro de otra ciudad. A la ciudad externa a la micrópolis se la llama Ciudad Perforada.

## Características
La diferencia es que una micrópolis y su ciudad perforada tienen, al menos, censos propios. Pueden ser ciudades independientes al Estado (por ejemplo Ciudad del Vaticano), independientes municipalmente, una ciudad-municipio interna, o categoría de mención especial (micrópolis de villa interna exenta, independencia municipal/ciudadana interna, etc.). Otra norma es que una ciudad interna no puede sobrepasar los 50 km².
- Datos: Q6013565